# Matthew Stephens
Matthew Stephens (Edgware, 4 januari 1970) is een Brits voormalig wielrenner.
Matt Stephens was als junior succesvol; hij won de Junior Tour of Wales in zowel 1987 als 1988. Hij ging naar de Olympische Zomerspelen 1992 in Barcelona waar hij Groot-Brittannië vertegenwoordigde, hij werd 61e in de wegwedstrijd. Op het Wereldkampioenschappen wielrennen 1995 werd Stephens achtste bij de wegwedstrijd voor amateurs nadat hij in de kopgroep zat. In 1998 behaalde Stephens zijn grootste succes door Brits kampioen op de weg te worden bij de elite. In 2000 reed Stephens zijn eerste (en enige) grote ronde; de Ronde van Italië. Hij streed met verwondingen die waren opgelopen tijdens een val en kreeg wat aandacht van de media, maar moest toch opgeven. Vanaf 2001 kwam hij uit voor Team Sigma Sport. Hij combineerde zijn wielercarrière sinds 2001 met een carrière als politieagent. In 2011 stopte hij als renner door een gebroken knieschijf en ging verder als commentator.
Hij was ook presentator van het YouTube-kanaal: Global Cycling Network (GCN). Maar stopte in April 2018 om zich helemaal te focussen op het commentaar geven op wielerwedstrijden bij Eurosport.

## Belangrijkste overwinningen
1987
 Eindklassement Junior Tour of Wales
1988
 Eindklassement Junior Tour of Wales
1989
Hessen Rundfahrt
1993
Eindklassement Tour of the Peak
1995
Tom Simpson Memorial
1997
 Brits kampioenschap op de weg, Elite
1998
 Brits kampioen op de weg, Elite
1999
Tom Simpson Memorial
2001
Manx Trophy
2003
Ronde van Northumberland
2006
Worcester St Johns RR

## Resultaten in voornaamste wedstrijden
| \| Jaar \| Ronde van Italië \| Ronde van Frankrijk \| Ronde van Spanje \| \| ---- \| ---------------- \| ------------------- \| ---------------- \| \| 2000 \| opgave \| \| \| - Youtube kanaal Global Cycling Network |                  |                     |                  |
| Jaar | Ronde van Italië | Ronde van Frankrijk | Ronde van Spanje |
| 2000 | opgave           |                     |                  |